# Expedition Kon-Tiki
Expedition Kon-Tiki (norska: Kon-Tiki ekspedisjonen) är en bok från 1948 av den norske experimentelle arkeologen Thor Heyerdahl. Den skildrar Kon-Tiki-expeditionen, en färd med en primitiv balsaflotte från Peru till Polynesien i ett försök att styrka Heyerdahls teori om en förcolumbiansk folkvandring över Stilla havet.
Boken blev en stor försäljningsframgång. Den första norska upplagan på 10 000 exemplar sålde slut på 15 dagar och efter ett år hade den sålts i omkring 40 000 exemplar. Detta innebar att Heyerdahl kunde betala av de skulder som Kon-Tiki-projektet hade medfört. År 1949 kom en svensk översättning av Bengt Danielsson som själv hade medverkat på expeditionen.